# العلاقات الإماراتية الصومالية
العلاقات الإماراتية الصومالية هي العلاقات الثنائية بين الإمارات العربية المتحدة والصومال. كلا البلدان عضوان في جامعة الدول العربية. يوجد للصومال سفارة في أبوظبي، وللإمارات العربية المتحدة سفارة في مقديشو.

## لمحة عامة

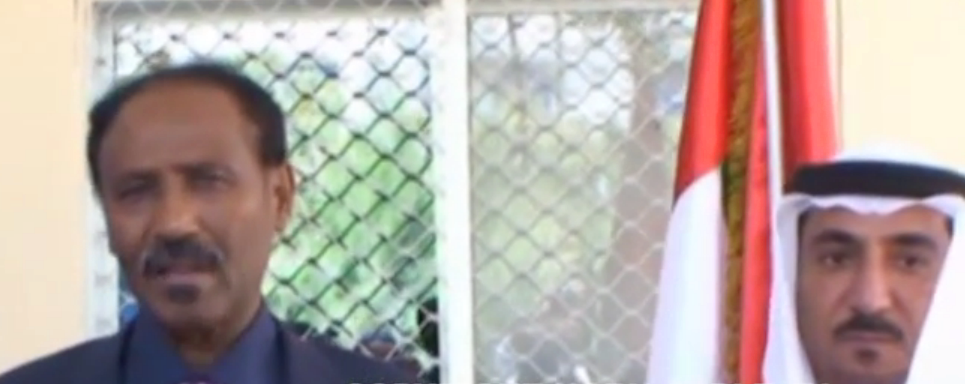
وزير خارجية الصومال عبدالرحمن دعالي بيلي يلتقي مع السفير الإماراتي لدى الصومال محمد العثماني في مقديشو

يعود تاريخ العلاقات بين أراضي ما يُعرف حالياً بالإمارات العربية المتحدة والصومال إلى العصور القديمة. ذكرت وثيقة بيريبلوس بحر إريترا في القرن الأول الميلادي وغيرها من من الوثائق الأخرى، وقوع التبادلات التجارية المبكرة بين التجار الذين يقطنون دول المدن الواقعة الساحل الشمالي للصومال مع التجار الحميريين والسبائيين الذين بسطوا سيطرتهم على جزء كبير من شبه الجزيرة العربية. كما حافظت مختلف السلطنات الصومالية خلال العصور الوسطى وأوائل العصور الحديثة على علاقات وثيقة مع الممالك الأخرى في جميع أنحاء البحر الأحمر.
كانت الإمارات العربية المتحدة والصومال من الدول المشاركة في تأسيس منظمة التعاون الإسلامي عام 1969.
حافظت الإمارات على علاقات دبلوماسية مع الحكومة الوطنية الانتقالية ومن ثم الحكومة الاتحادية الانتقالية بعد اندلاع الحرب الأهلية في الصومال عام 1991، كما دعمت المبادرات الحكومية. وقدمت الإمارات دعماً رسمياً لقوة شرطة أرض البنط البحرية منذ تأسيسها عام 2010.
رحبت السلطات الإماراتية بتشكيل حكومة الصومال الاتحادية في شهر أغسطس عام 2012، وجددت تأكيدها على دعم الإمارات المستمر لحكومة الصومال ووحدة وسيادة أراضيها.

## التعاون الإنمائي
قام رئيس الوزراء الصومالي عبد الولي الشيخ أحمد بزيارة رسمية إلى الإمارات استغرقت ثلاثة أيام خلال شهر مارس من عام 2014، ناقش فيها تعزيز التعاون الثنائي بين البلدين. أجرى الشيخ أحمد محادثات مع نائب رئيس الوزراء الإماراتي منصور بن زايد آل نهيان، وشددت الحكومة الإماراتية على التزامها بالمشاركة في عملية إعادة إعمار الصومال بعد انتهاء الصراع، كما تعهدت بالمساعدة في بناء وإعادة تأهيل المؤسسات الحكومية الصومالية.
ألتقى رئيس الوزراء الصومالي الجديد عمر عبد الرشيد علي شارماركي مع السفير الإماراتي في الصومال محمد أحمد عثمان الحمادي في مكتبه بمقديشو خلال شهر يناير من عام 2015. كما ألتقى وزير الخارجية الصومالي عبد السلام عمر بنظيره الإماراتي عبد الله بن زايد في أبو ظبي خلال شهر مارس من نفس العام.

## إتفاقيات
وقعت وزيرة الخارجية الصومالية فوزية يوسف آدم مع نظيرها الإماراتي عبد الله بن زايد مذكرة تفاهم حول التعاون الثنائي بين البلدين خلال أواخر مارس عام 2013. وينص الإتفاق على إقامة علاقات دبلوماسية رسمية بين الصومال والإمارات، كما يركز على القطاعات السياسية والأمنية والاقتصادية والاستثمارية. وأعلنت الحكومة الإماراتية أنها ستعيد فتح سفارتها في مقديشو. ووقع البلدان مذكرة تفاهم للتعاون العسكري عام 2014.

## وصلات خارجية
- سفارة جمهورية الصومال في أبو ظبي بالإمارات العربية المتحدة